# 郭公緒
郭公緒（1380年—？），字公緒，江西吉安府泰和縣千秋鄉四十八都人，明朝政治人物。進士出身。

## 生平
江西鄉試一百四十九名。永樂十年（1412年）壬辰科會試四十五名，殿試登進士第二甲第十五名。

## 家族
曾祖郭臣卿。祖父郭慶宗。父亲郭彥常。